# A piktek művészete Skóciában

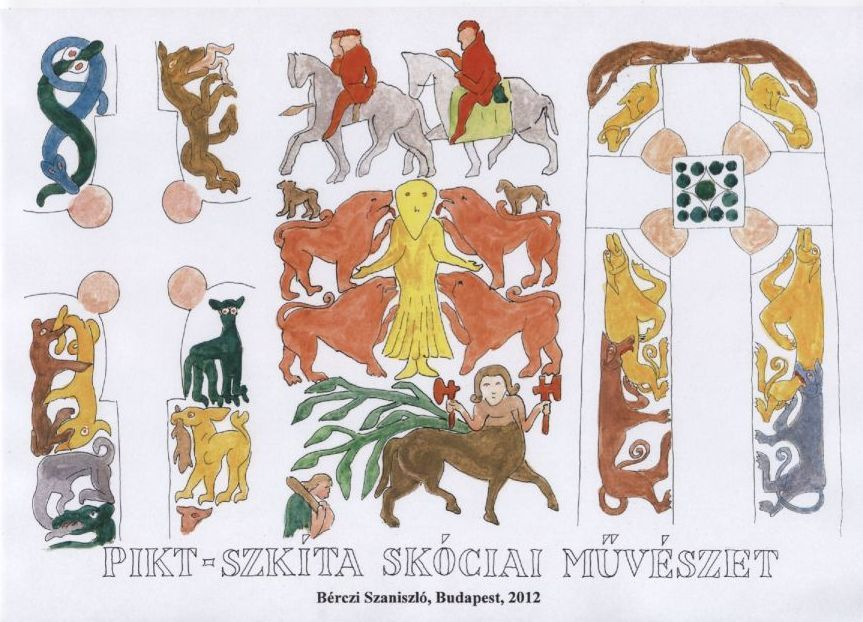
Három sajátos díszítésű pikt sírkő részlete festett változatban Bérczi Szaniszló eurázsiai gyűjteményéből.

A Brit-szigetek északi részén, Skóciában, a történelem viharaiban a kelták és a vikingek mellett más népek is részt vettek a néppé ötvöződésben. Ha az északi tájak díszítőművészetét tanulmányozzuk, akkor találunk egy erőteljes szálat, ami a szkítákhoz vezet. Ez az erőteljes szál a skóciai kőfaragó művészetben lelhető föl. Elsősorban azok a hatalmas sírkövek őrizték meg, amelyek mindmáig, több százas darabszámban a tájban szétszórva tanúsítják, hogy a szkíta hagyományú díszítőművészetet itt egykor valakik beleszőtték a népi művészetbe, az ábrázolások hagyományába.

## A piktek
A piktek népelnevezésüket talán a rómaiaktól kapták, akik a Krisztus születése idejét jelző ezredforduló előtt már megjelentek Britanniában. Harcoltak az északon lakó, erőteljes, valószínűleg kifestett harcosokat fölvonultató törzsekkel, de nem tudták legyőzni őket.
Az Angolszász krónika is megemlékezik a piktek szkítiai eredetéről. Így szól róluk: „Britannia szigetén öt nép volt honos: az angol, a velszi (walesi, amit britnek is neveznek), a skót, a pikt, és a latin. A piktek Szkítiából érkeztek néhány hosszú hajóval, és partra szálltak Írország északi területén.” Majd átköltöztek a mai Skócia északi vidékeire. Szent Columba idején, az 500-as években váltak fokozatosan kereszténnyé.
Kétségtelen az is, hogy azoknak a népeknek, amelyek a ma Brit-szigeteknek és Írországnak nevezett szigetcsoportot benépesítik, más népek is műveltségformálói voltak. Ha a dublini történeti múzeumban körülnézünk, a leírások is tanúsítják, hogy a legősibbnek tekintett kelták mellett a különböző viking hajósnépek és katonanépek inváziói szinte évszázadonként pusztítottak. A Kr. Születése utáni évezredben több norvég, dán és normann invázióról olvashatunk ezeken a kiállításokon.

## A piktek sírkőfaragó művészete

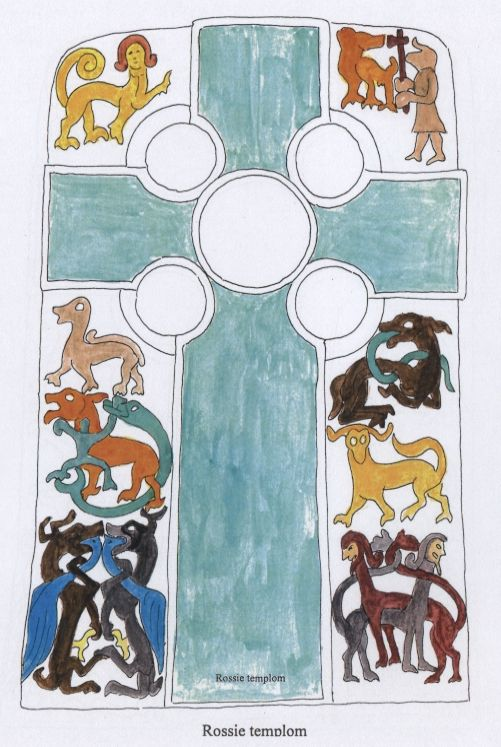
A Rossie templomnál található pikt sirkő faragásai színezett rajzon, állatküzdelmi jelenetekkel Bérczi Szaniszló eurázsiai gyűjteményéből.

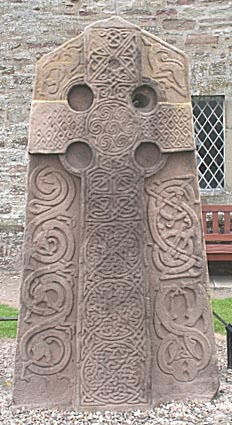
Aberlemno nevezetes sírköve a Kr. u. 800-as évekből.

A sírköveknek két oldala van, s a piktek mindkettőt díszítették. Az egyiket ősi hagyományaik alapján, a másikat a kereszténység jelképeivel. Egy harmadik tematikának a díszítőművészeti matematikát tekinthetjük.
A legrégibb sírkövek egyik oldala állatalakok és lovasok sokaságával van benépesítve. A lovasok íjjal és dárdával harcolnak, vadásznak, vándorolnak, pásztorkodnak. Igen, pásztornép hagyatéka ez a művészet, de a jelképek, az állatküzdelmi jelenetek gazdagsága pontosabban is utal arra a műveltségi közösségre, amely széles körben belakta egész Eurázsiát. Ezeket a harcias, vándorló lovasnépeket Nyugat-Eurázsiában (Európában) szkítáknak, Kelet-Eurázsiában (Ázsiában) hunoknak nevezték a legősibb leírások. Itt skóciában ennek a harcos-vadász népnek a piktek elnevezése maradt fenn.
A piktek kőfaragóművészetében archaikusabb vonásokban áll előttünk a szkíta eredetű állatábrázoló művészet. Említsünk meg néhány sírkövet, melyek Észak-Skóciából származnak. Több közülük szabadon áll kint ma is, legtöbbjüket múzeumokba gyűjtötték össze. Aberlemno, vagy Hilton of Cadboll sírköve talán a legismertebb példák ezekre a sírkőtáblákra, melyeknek mindkét oldalát megfaragták. Mindkettőnek egyik oldalán harci jelenetekkel találkozunk, a másikon egy hatalmas kereszt köré csoportosulnak az ősi jelképek.
Az eurázsiai művészetekben gazdagon fordulnak elő a matematikai jellegzetességek. A Hilton of Cadboll sírkövén található mintázaton a nem egyszerű pgg típusú szimmetriacsoportnak az örvénysorokkal való rokonsága arra utal, hogy a helyben ötvöződő népek között nagy hajósok is voltak. Jó megfigyelők mindmáig a hajósok. (Az sem véletlen, hogy a természettudományos ismeretrendszer két legnagyobb vívmánya, a fogalomfejlesztés és fogalomszintézis két csúcsa, Newton mechanikája és Maxwell elektrodinamikája az ősi népekből ötvözött Északnyugat-Eurázsiában jött létre. Newton angol volt, Maxwell pedig skót).